# 奥卢斯·加比尼乌斯
奥卢斯·加比尼乌斯（拉丁語：AVLVS CABINIVS；?—前40年代），古罗马国务活动家，是罗马共和国末期的重要政治人物，是格奈乌斯·庞培的支持者。
奥卢斯·加比尼乌斯于前67年任保民官时通过了追捕海盗法（Lex de piratis persequendis），根据该法令，庞培被委任为镇压地中海海盗的指挥官，并被给予在海上和距海岸80公里以内地区的无上统治大权。这项法令是促使庞培迅速崛起的原因之一。加比尼乌斯在保民官任内的另两项重要举措是：禁止向外国驻罗马使节贷款，和限制元老院成员只能在每年的2月1日到3月1日会见外国使节。这两项措施都是为了制止元老贪污。
前66年，加比尼乌斯跟随庞培去亚洲，参加与本都国王米特里達梯六世和帕提亚人（安息）的战争。
奥卢斯·加比尼乌斯热衷于追逐权力。他在前61年任裁判官时举办大量规模宏大的公共娱乐活动，以图讨好罗马居民。前58年，他在一场充斥着行贿丑闻的选举中成功地获得了执政官职位。在执政官任内，加比尼乌斯帮助普布利乌斯·克洛迪乌斯攻击西塞罗，最终将西塞罗流放。前57年，加比尼乌斯作为资深执政官前往叙利亚镇压犹太人起义。在抵达叙利亚后，加比尼乌斯迅速平息了暴动并恢复罗马人的傀儡希尔卡努斯二世在犹太地区的最高地位（犹太教大祭司）。他并且改变了猶大王國的政府机构，以使它更加依附于罗马。加比尼乌斯也主持重建了几座毁于战火的犹太城镇。
前55年加比尼乌斯受庞培之命前往埃及恢复托勒密十二世的王位（此事没有事先得到元老院的同意）。在他离开叙利亚后，犹太王国再次发生内乱，希尔卡努斯二世又被推翻。加比尼乌斯在从埃及返回后镇压了暴乱，于前54年将犹太地区的管辖权交给了克拉苏。
加比尼乌斯返回罗马之后立刻遭到3项指控并被审判。罗马的骑士阶级（大多是些包税人）由于叙利亚的动乱（这与加比尼乌斯擅离职守有一些关系）受到了很大经济损失，他们因此非常怨恨加比尼乌斯。一般认为对加比尼乌斯的审判是他们推动的。
3项指控中的第一项是“大叛国罪”，针对他未得到元老院允许便擅自离开自己掌管的行省前往埃及。加比尼乌斯在这项指控中被判无罪。据信这是大规模对法官行贿的结果，而且连曾被加比尼乌斯迫害过的西塞罗都在庞培的授意下为他辩护。
第二项指控是关于加比尼乌斯在行省大肆搜刮（为了偿还他的私人债务），这项指控又牵扯到他在帮助托勒密十二世复位的过程中接受了后者多达10000塔兰特黄金的贿赂。结果加比尼乌斯被判有罪。
第三项指控是在翻旧帐，控告加比尼乌斯在前58年的执政官选举中舞弊。这项指控后来被撤消了。
在审判结束后，加比尼乌斯被流放到希腊，他的个人财产遭到没收。 
尤利乌斯·恺撒在与庞培爆发内战之后于前49年将奥卢斯·加比尼乌斯召回，让他为自己服务。加比尼乌斯奉恺撒之命率兵前往达尔马提亚作战，但在抵达该地之后不久便因病去世（前48年或前47年）。

## 资料来源
- 卡西乌斯·迪奥，xxxvi. 23-36；xxxviii. 13. 30；xxxix. 55-63
- 普鲁塔克，《庞培》，25. 48
- 约瑟夫斯，《犹太古史》，xiv. 4-6
- 阿庇安、西塞罗等人的著作

| 前任： 盖乌斯·尤利乌斯·恺撒 & 马尔库斯·卡尔普尔尼乌斯·比布鲁斯 | 罗马执政官 前58年 与卢基乌斯·卡尔普尔尼乌斯·皮索·卡埃索尼努斯共职 | 繼任： 普布利乌斯·科尔内利乌斯·雷恩图鲁斯·斯皮恩特尔 & 昆图斯·卡埃基利乌斯·梅特鲁斯·内波斯 |

1. ↑  活动时期：公元前1世纪